# آبشار آوالانچ بیسین
آبشار آوالانچ بیسین (به انگلیسی: Avalanche Basin Falls) آبشاری است که در کشور ایالات متحده آمریکا واقع شده‌است و بلندترین ریزشگاه آن ۷۰۷ متر ارتفاع دارد. این آبشار، بیست و پنجمین آبشار بلند جهان است.